# Charles Diggs
Charles Coles Diggs Jr. (né le 2 décembre 1922 à Détroit au Michigan, États-Unis et mort le 24 août 1998 à Washington) est un homme politique afro-américain qui a représenté l'État du Michigan. En tant qu'élu du Congrès des États-Unis, il suit le procès des meurtriers d'Emmett Till, puis participe dès les premières heures au mouvement afro-américain des droits civiques. C'est le premier président du Caucus noir du Congrès. 
Il démissionne de la Chambre des représentants des États-Unis en 1980 à la suite d'une condamnation pour fraude par courrier et fausses déclarations de salaires. 

## Biographie
Charles Coles Diggs Jr. naît à Détroit au Michigan, États-Unis, le 2 décembre 1922. De 1940 à 1942, il étudie à l'université du Michigan puis à l'université Fisk de 1942 à 1943. Ensuite, il rejoint l'Army Air Corps. Lorsqu'il est démobilisé après la Seconde Guerre mondiale, il complète son BA de 1945 à 1946 à la School of Mortuary Science de l'université de Wayne State. Par la suite, il entre au service de l'entreprise de pompes funèbres familiale, House of Diggs funeral home. En 1950, il étudie le droit au Detroit College of Law.
Comme son père de 1937 à 1944, il sert au Sénat du Michigan de 1951 à 1954. En 1954, il bat son adversaire démocrate George D. O'Brien lors des élections primaires pour représenter le Michigan au Congrès des États-Unis. Ensuite, il gagne les élections générales, faisant de lui le premier Afro-Américain du Michigan élu au Congrès. Il complète douze mandats successifs du 3 janvier 1955 au 3 juin juin 1980, moment où il démissionne à la suite d'une condamnation.
L'année où il est assermenté comme membre du Congrès, il reçoit une couverture nationale parce qu'il est le seul membre du Congrès à participer, en tant qu'observateur, au procès des meurtriers du jeune Noir Emmett Till. Même si Diggs est membre du Congrès, le shérif applique les termes des lois Jim Crow. Diggs doit donc s'asseoir à une petite table avec des journalistes noirs. Le meurtre d'Emmett Till donne une impulsion au futur mouvement afro-américain des droits civiques, auquel participe Diggs dans ses premières heures.
Diggs est membre fondateur et le premier président du Caucus noir du Congrès, un groupe d'hommes politiques militant en faveur des Noirs. 
En mars 1978, Diggs est accusé de recevoir des rétrocommissions de salariés qui ont reçu une augmentation salariale grâce à son influence. Il est condamné le 7 octobre 1978 pour fraude par courrier (une forme de sollicitation par courrier où le produit ou le service n'est jamais rendu, même si le paiement a été encaissé) et pour fausses déclarations de salaires. Diggs clame son innocence et est réélu avant que le verdict ne tombe. Censuré par la Chambre des représentants le 31 juillet 1979, il démissionne du Congrès le 3 juin 1980. Il purge 14 mois d'une peine de trois ans.
Il meurt le 24 août 1998 à Washington.